# 佐伯経範
佐伯 経範（さえき の つねのり）は、平安時代中期の武士。波多野氏の祖。

## 出自について
『尊卑分脈』『系図纂要』などの諸系図は経範の父を藤原秀郷の後裔である相模守公光とする。佐渡守公行を祖に持つ経範の兄弟の多くはその官名にならって佐藤氏を称し、俗名を佐藤義清といった西行や、鎌倉幕府の重臣となった佐藤業時や伊賀氏、源義経の郎党となった佐藤継信・忠信兄弟はいずれも経範の兄弟の子孫とされている。経範の生母は佐伯氏で、経範が藤原氏でなく佐伯氏を称したのは母方の氏を称したためであるとされている。
もっとも系図上における経範の兄弟はいずれも父祖以来の「公」の字を偏諱として持つが、経範だけは持たない。また母を大江氏とする経範兄弟の公季について、『続群書類従』所収「秀郷流系図」が佐伯氏の祖としているという矛盾が見られる。そのため経範を相模守公光の子とするのは東国の名族である藤原秀郷の子孫に位置づけるための後世の付会であり、実は別の氏族であるという見解も存在する。経範とその子孫である波多野氏が所領とした相模国余綾郡幡多郷は渡来系豪族の秦氏が経営したことに因むといわれ、実際に経範が活動した時期の国司に秦氏の名が見える。そのため本来秦氏だったものがより名高い武門の後裔を称するために秀郷流藤原氏の末裔と記されるのに至ったのではないか、という。

## 活動
経範の活躍とその死については、前九年の役を題材とする軍記物語『陸奥話記』の黄海の戦いの条に詳しい。同書には散位佐伯経範、相模国の人。年は耳順（60歳）に及び、河内源氏の棟梁源頼義に仕えて30年になったという。諸系図は頼義が鎮守府将軍に任じられた際、経範もまた鎮守軍監に任じられたとする。
永承6年（1051年）陸奥国俘囚の大族安倍氏が陸奥国府に抗ったことに端を発して始まった前九年の役は、新任の陸奥守である源頼義によって一度は慰撫されたものの、天喜4年（1056年）安倍氏は再び蜂起するに至った。既に天喜元年（1053年）に鎮守府将軍を兼任していた頼義は安倍氏と戦い、俘囚方も安倍頼時、その死後は子の貞任を大将として反抗を続けた。
天喜5年（1057年）11月、頼義は兵1,800余を率いて進軍。磐井郡黄海で防ぐ安倍貞任軍4,000余と交戦したが、雪荒ぶ天候に加えて長陣の疲弊もあって大敗を喫するに至った。経範は敵軍の包囲から脱出したものの、大将である頼義の行方が知れなかった。敗走時に頼義を見たという兵から「寡兵で敵に包囲されていたので脱出はとても叶わない」という報を聞いた経範は頼義が戦死したことを嘆き、命運をともにして討ち死にしようと敵軍の中に取って返した。経範の従者たちもまた主に倣い、主従揃って10余人の敵を討ったものの枕を並べて戦死した。しかし頼義は息子義家らと死地を脱していた。経範は主が存命であることを知らずに殉死したのである。
経範の子孫は引き続き朝廷に奉仕しながらも相模国余綾郡・足柄上郡に繁栄し、同地の地名から波多野氏・河村氏・大友氏などの氏族を輩出した。